# Chronologie du sport hippique
Cette page propose un accès chronologique aux événements ayant marqué l'histoire du sport hippique.

## Antiquité
- 776 av. J.-C. : les courses hippiques figurent aux programmes des Jeux Olympiques[1].
- 600 av. J.-C. : Création du premier hippodrome de l'histoire à Rome[1].

## Moyen Âge
- XIIe siècle : Richard Cœur de Lion met en place la première course anglaise à Epsom[1].

## Époque moderne
- XVIe – XVIIe siècle : Création du premier hippodrome moderne, à Newmarket[1].

## XVIIIesiècle
- Premier Empire : Napoléon Ier restaure en France l'élevage du cheval et cherche à régulariser la pratique des courses.

## XIXesiècle
- 1805 : Création des cinq premiers haras en France[1].
- 3 mars 1830 : Louis-Philippe crée le Stud Book pour le pedigree des chevaux.
- 1833 : Création de la Société d'encouragement.
- 1835 : Première course de trot en France, à Nantes.
- 1836 : Premier Prix du Jockey-Club
- 25 septembre 1836 : Première course normande sur la plage de Cabourg.
- 26 et 27 août 1837 : L'hippodrome de la Prairie (Caen) reçoit les premières réunions hippiques de trot.
- 1857 : Inauguration de l'hippodrome de Longchamp.
- 1867 : début du sport hippique aux Philippines.

## XXesiècle
- 1920 : Premier Prix de l'Arc de Triomphe à Longchamp.
- 1920 : Création du PMU
- 1922 : Ksar devient le premier cheval à remporter le Prix de l'Arc de Triomphe deux fois de suite.

1. 1 2 3 4 5  « LES JEUX DE HASARD ET D'ARGENT EN FRANCE », sur www.senat.fr (consulté le 12 avril 2021)

## Chronologie par années

### Années 2010
2017 en sport hippique

2018 en sport hippique

2019 en sport hippique

### Années 2020
2020 en sport hippique

2021 en sport hippique

2022 en sport hippique

2023 en sport hippique

2024 en sport hippique

2025 en sport hippique